# Larry Rice
Larry Rice (* 1949; † 13. März 2006) war ein US-amerikanischer Bluegrass-Musiker.

## Leben
Der in Kalifornien aufgewachsene Larry Rice spielte gemeinsam mit seinem jüngeren Bruder Tony in der Bluegrassband seines Vaters Herb, den Golden State Boys. Hier traf er erstmals auf Chris Hillman, mit dem er später mehrfach zusammenarbeiten sollte.
1971 wurde er von J. D. Crowe, der eine neue Band zusammenstellte, nach Kentucky geholt. Als 22-jähriger Mandolinenspieler wurde er damit zum Gründungsmitglied der erfolgreichen JD Crowe & his New South Band. Sein Bruder Tony folgte ein Jahr später. Larry blieb bis 1974 und wurde dann durch Ricky Skaggs ersetzt.
1976 schloss er sich der Begleitband von Dickey Betts an, dem ehemaligen Gitarristen der Allman Brothers Band. Im Laufe der Jahre veröffentlichte er insgesamt vier Solo-Alben. Außerdem spielte er mit seinen Brüdern Tony und Wyatt als The Rice Brothers mehrere Alben ein und wirkte bei zwei von Chris Hillman initiierten Projekten mit.
Larry Rice, der zeitlebens im Schatten seines berühmten Bruders Tony stand, erlag am 13. März 2006 einem Krebsleiden.

## Alben
- 1986: Hurricanes and Daydreams (Rebel)
- 1992: The Rice Brothers (als The Rice Brothers)
- 1994: The Rice Brothers 2 (als The Rice Brothers)
- 1996: Notions and Novelties (Rebel)
- 1997: Time Machine (Rebel)
- 1997: Out Of The Woodwork (als Rice, Rice, Hillman & Pedersen)
- 1999: Rice, Rice, Hillman & Pedersen (als Rice, Rice, Hillman & Pedersen)
- 2001: Running Wild (als Rice, Rice, Hillman & Pedersen)
- 2005: Clouds Over Carolina (Rebel)